# Комарув-Дольни
Комарув-Дольни (пол. Komarów Dolny) — село в Польщі, у гміні Комарув-Осада Замойського повіту Люблінського воєводства.
Населення — 200 осіб (2011).
У 1975-1998 роках село належало до Замойського воєводства.

## Демографія
Демографічна структура станом на 31 березня 2011 року:
|          | Загалом | Допрацездатний вік | Працездатний вік | Постпрацездатний вік |
| -------- | ------- | ------------------ | ---------------- | -------------------- |
| Чоловіки | 97      | 17                 | 66               | 14                   |
| Жінки    | 103     | 20                 | 62               | 21                   |
| Разом    | 200     | 37                 | 128              | 35                   |